# (12292) Dalton
Pour les articles homonymes, voir Dalton.
(12292) Dalton est un astéroïde de la ceinture principale.

## Description
(12292) Dalton est un astéroïde de la ceinture principale. Il fut découvert par Eric Walter Elst le 6 juin 1991 à l'ESO. Il présente une orbite caractérisée par un demi-grand axe de 3,14 UA, une excentricité de 0,094 et une inclinaison de 6,202° par rapport à l'écliptique.
Il fut nommé en hommage au chimiste britannique John Dalton, connu pour ses travaux sur le défaut de vision des couleurs.

## Compléments